# 小行星21789
小行星21789（21789 Frankwasser）是一颗绕太阳运转的小行星，为主小行星带小行星。该小行星于1999年9月29日发现。

## 轨道参数
小行星21789的轨道半长轴为2.2870083 UA，离心率为0.167。